# Volvo XC60
La Volvo XC60 è un SUV medio prodotto dalla Volvo nello stabilimento di Gand, in Belgio, dal 2008. È stato presentato al salone dell'automobile di Ginevra del 2008. La linea del modello di serie era stata anticipata da una concept-car, esposta al NAIAS di Detroit del 2007 e al Motorshow di Bologna, sempre nello stesso anno. Nel maggio del 2013 la Volvo XC60 è stata sottoposta ad un restyling che ha reso il frontale più moderno e sportivo e nel 2017 ne è stata presentata la seconda serie.

## Il contesto
È realizzata sul pianale Ford EUCD, definita da Volvo come "piattaforma Y20, sulla quale nascono anche la Ford Mondeo, Ford Galaxy, la Land Rover Freelander e la Land Rover Range Rover Evoque. Pur condividendo molte componenti con le Land Rover, i motori, tra cui il nuovo 3.0 T6 benzina ed i diesel nelle varie declinazioni, sono di origine Volvo.
La trazione è integrale gestita tramite un differenziale Haldex versione 4 con Instant Traction, oppure anteriore sulle versioni dotate di motorizzazioni 2 litri. Nel 2013, come tutta la gamma (ad eccezione della V40 e della XC90 della quale l'anno successivo sarebbe stata presentata la seconda generazione) viene sottoposta a un restyling che cambia i paraurti facendo sembrare l'auto più bassa e larga e altri dettagli che migliorano l'eleganza.

## Sicurezza
Come ogni Volvo, l'XC60 è dotata di avanzati sistemi di sicurezza, come i poggiatesta attivi, per evitare i colpi di frusta; l'ESP e l'ASR; gli airbag a tendina; l'hill holder e i fari bi-xenon. È anche dotata un sistema chiamato "City Safety" che frena automaticamente il veicolo, fino alla velocità di 50 km/h, per evitare o ridurre di intensità i piccoli urti, molto frequenti nelle città. La Volvo inoltre ha migliorato il sistema di traino. È stata sottoposta una prima volta ai crash test dell'Euro NCAP nel 2008 ottenendo il risultato di 5 stelle e una seconda volta l'anno successivo quando sono entrati in vigore i test di nuova generazione, riconfermando lo stesso risultato.

## Caratteristiche tecniche
| Modello    | Tipo    | Potenza (kW/CV) | cilindrata (cm³) | Accelerazione 0-100 Km/h (s) | Velocità Max (Km/h) | Consumo medio (l / 100 km) | Cambio     |
| 2.0T       | benzina | 149/203         | 1999             | 8,9                          | 205                 | 8,5                        | Manuale    |
| 2.0 T5     | benzina | 177/241         | 1999             | 8,1                          | 210                 | 8,5                        | Automatico |
| 3.0 T6 AWD | benzina | 224/305         | 2953             | 7,3                          | 210                 | 10,7                       | Automatico |
| 2.0 D3     | diesel  | 100/136         | 1984             | 11,2                         | 190                 | 5,7                        | Manuale    |
| 2.0 D3     | diesel  | 100/136         | 1984             | 11,2                         | 185                 | 6,8                        | Automatico |
| 2.0 D3     | diesel  | 120/163         | 1984             | 10,3                         | 200                 | 5,7                        | Manuale    |
| 2.0 D3     | diesel  | 120/163         | 1984             | 10,3                         | 195                 | 6,8                        | Automatico |
| 2.4 D4 AWD | diesel  | 120/163         | 2400             | 10,5                         | 195                 | 5,7                        | Manuale    |
| 2.4 D4 AWD | diesel  | 120/181         | 2400             | 7,1                          | 240                 | 5,7                        | automatico |
| 2.4 D5 AWD | diesel  | 158/215         | 2400             | 8,1                          | 210                 | 5,7                        | Manuale    |
| 2.4 D5 AWD | diesel  | 158/215         | 2400             | 8,3                          | 205                 | 6,8                        | Automatico |

## Seconda serie (2017-)

### Profilo

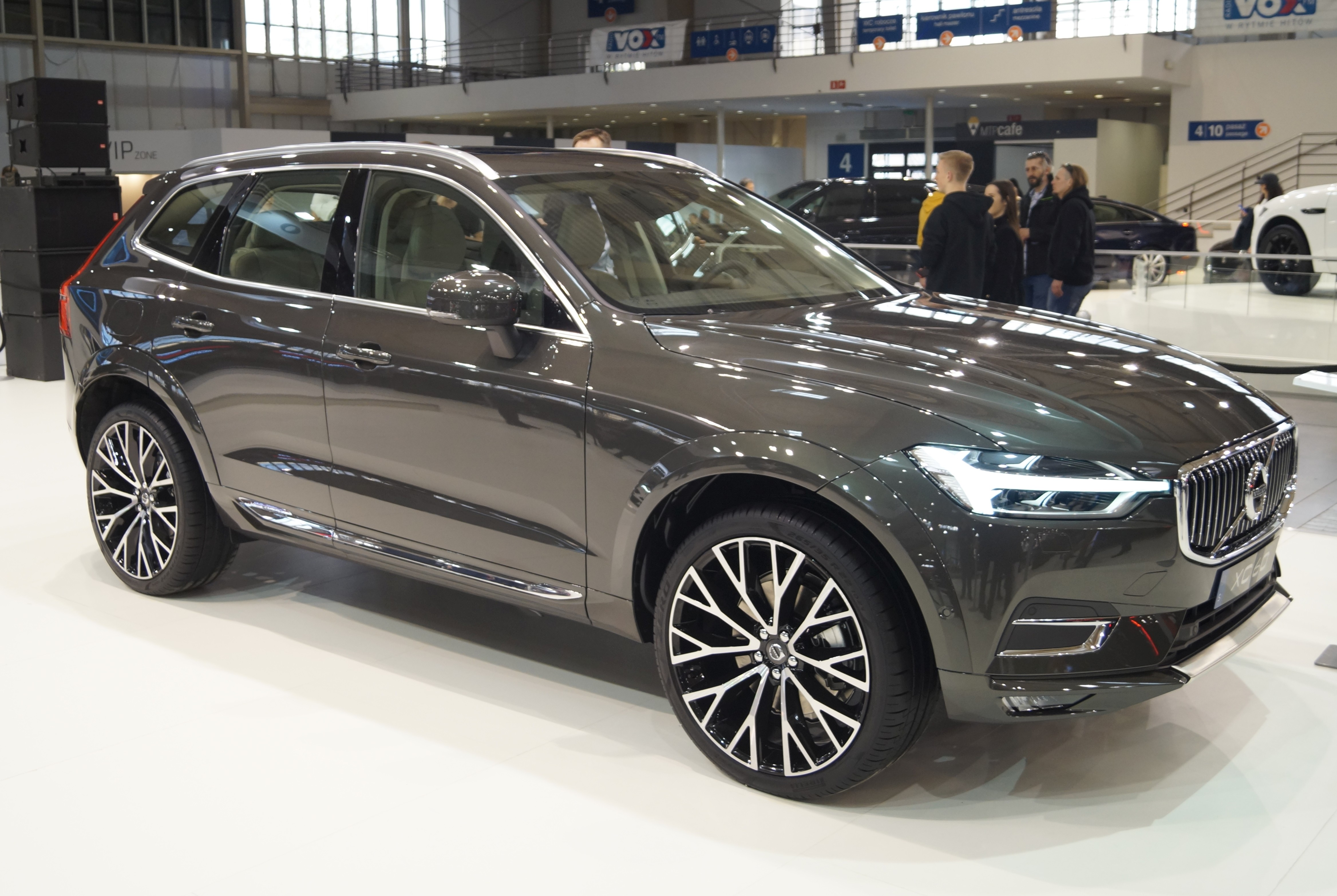
XC60 seconda serie

La seconda serie ha debuttato nel 2017 al Salone dell'automobile di Ginevra. La nuova serie usa la piattaforma modulare SPA (Scalable product architecture) già utilizzata per l'XC90.

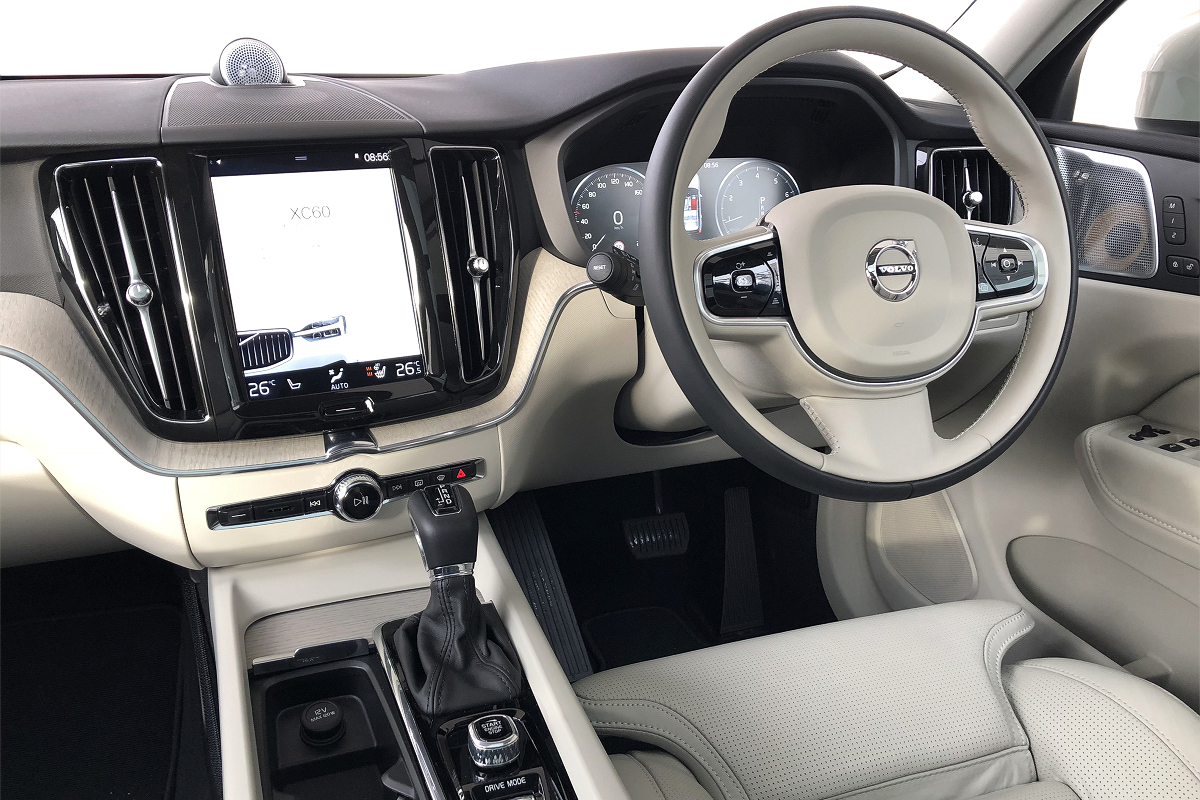
Interni Volvo XC60

La SPA è stata progettata per garantire un aumento degli standard di sicurezza a cui il marchio svedese è solito attenersi; infatti questo pianale favorisce l'implementazione di sistemi e tecnologie (radar, sensori, telecamere) che favoriscono la guida autonoma di livello 2.

### Allestimenti

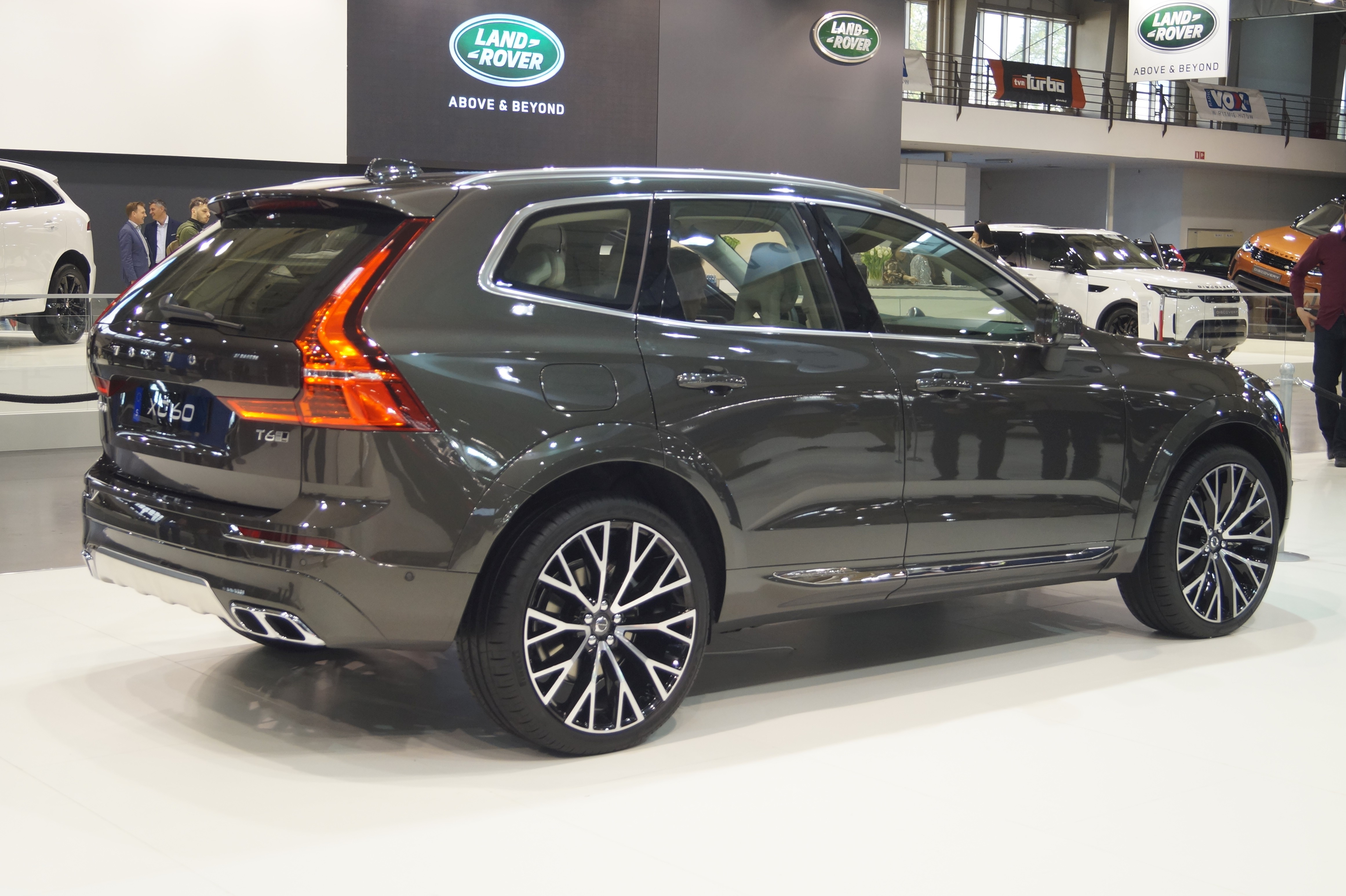
Vista posteriore

La Volvo XC60 è declinata in 3 principali allestimenti, ognuno dei quali è pensato per soddisfare una determinata categoria della clientela:
Momentum: allestimento base dotato fin dall'inizio di tanti dispositivi di sicurezza, disponibile in versione business plus con sistema di navigazione sensus connect.
R-Design: allestimento più sportivo dell'intera gamma dotato di accessori dall'impronta puramente sportiva.
Inscription: allestimento più lussuoso che prevede esclusivi elementi di design tipicamente scandinavi.

### Motori
Tutti i motori previsti per la XC60 sono dei 2.0 litri turbo a quattro cilindri. Comprende due motori a benzina: da 320 CV per la T6, da 254 CV per la T5; tre i motori a gasolio: da 150 CV per la D3, da 190 CV per la D4 e da 235 CV per la D5. Il modello più potente della XC60 ha due motori, cioè è un ibrido plug-in, che abbina il 2.0 da 320 CV a un motore elettrico da 87 CV: la potenza complessiva raggiunge i 407 CV e 421 CV per la versione Polestar.
| Modello  | Tipo           | Cilindrata (cm³) | Potenza            |
| T5       | benzina        | 1.969            | 254 CV             |
| T6       | benzina        | 1.969            | 320 CV             |
| T8       | benzina ibrido | 1.969            | 407 CV (320+87 CV) |
| Polestar | benzina ibrido | 1.969            | 421 CV (334+87 CV) |
| D3       | diesel         | 1.969            | 150 CV             |
| D4       | diesel         | 1.969            | 190 CV             |
| D5       | diesel         | 1.969            | 235 CV             |